# Prospect (Ohio)
Pour les articles homonymes, voir Prospect.
Prospect est un village américain situé dans le comté de Marion, dans l'Ohio. Selon le recensement de 2010, sa population est de 1 112 habitants.